# Juan Gabriel
Alberto Aguilera Valadez, mais conhecido como Juan Gabriel (Parácuaro, 7 de janeiro de 1950 — Santa Mônica, 28 de agosto de 2016), foi um cantor, compositor e produtor musical mexicano. Como artista destacado de música ranchera e mariachi, foi indicado diversas vezes aos Prêmios Grammy, a maior premiação concedida a um artista musical, e ao Grammy Latino, incluindo duas indicações em 2016 para os Grammy Latinos de Álbum do Ano e Melhor Álbum Vocal Pop Contemporâneo por seu álbum Los Dúo 2.
De acordo com a Academia Latina de Artes e Ciências da Gravação, o cantor já vendeu mais de cem milhões de cópias, sendo citado como um dos maiores artistas da música latino-americana. É um dos intérpretes de canções mais populares nos países de língua espanhola e um dos personagens musicais mais conhecidos do México no final do século XX.
Em maio de 2002 Juan Gabriel recebeu uma estrela na Calçada da Fama de Hollywood.
Faleceu em 28 de agosto de 2016, aos 66 anos, de infarto. Em novembro de 2018, seu ex-empresário, Joaquín Muñoz, afirmou que, na verdade, Juan Gabriel teria forjado sua morte e que retornaria em dezembro. Diante da ausência desse retorno, Muñoz respondeu que Juan Gabriel estaria de volta em 7 de janeiro de 2019. Contudo, também nada sucedeu nesse dia e Muñoz tornou-se alvo de piadas nas redes sociais.

## Discografia

### Álbuns de estúdio
- 1971: El alma joven
- 1972: El alma joven II
- 1973: El alma joven III
- 1974: Juan Gabriel con el Mariachi Vargas de Tecalitlán
- 1975: 10 éxitos
- 1975: A mi guitarra
- 1975: 10 de los grandes
- 1976: Juan Gabriel con mariachi II|Juan Gabriel con mariachi Vol. II
- 1978: Te llegará mi olvido
- 1978: Siempre estoy pensando en ti
- 1978: Siempre en mi mente
- 1978: Espectacular
- 1978: Mis ojos tristes
- 1979: Me gusta bailar contigo
- 1980: Recuerdos
- 1980: Juan Gabriel con el Mariachi América
- 1980: Ella
- 1981: Con tu amor
- 1982: Cosas de enamorados
- 1983: Todo
- 1984: Recuerdos II
- 1986: Pensamientos
- 1990: Juan Gabriel en el Palacio de Bellas Artes
- 1994: Gracias por esperar
- 1995: El México que se nos fue
- 1996: 25 Aniversario. Solos, duetos y versiones especiales
- 1997: Juntos otra vez Juan Gabriel & Rocio Dúrcal
- 1998: Celebrando 25 años de Juan Gabriel: En concierto en el Palacio de Bellas Artes
- 1998: Juan Gabriel con la Banda...El Recodo
- 1999: Todo está bien
- 2000: Abrázame muy fuerte
- 2001: Por los siglos
- 2003: Inocente de ti
- 2010: Juan Gabriel'
- 2010: Boleros
- 2011: 1 Es Juan Gabriel
- 2012: Celebrando
- 2014: Mis 40 en Bellas Artes
- 2015: Los Dúo
- 2015: Los Dúo II
- 2016: Vestido de etiqueta por Eduardo Magallanes
- 2022: Los Dúo III

### Trilha sonora de telenovelas
Autor e intérprete
- Lo imperdonable (2015) - «Siempre en mi mente» (a dueto con Espinoza Paz)
- Inocente de ti (2004-2005) - «Inocente de ti»
- Mariana de la noche (2003-2004) - «Yo te recuerdo»
- Salomé]] (2001-2002) - «Se me olvidó otra vez»
- Abrázame muy fuerte (2000-2001) - «Abrázame muy fuerte»
- [María Emilia, querida (1999-2000) - «Querida»
- Leonela, muriendo de amor (1997-1998) - «Muriendo de amor»
- Te sigo amando (1996-1997) - «Te sigo amando»

Compositor
- El extraño retorno de Diana Salazar (1988) - «Un alma en pena» (interpretada por Lucía Méndez)
- El camino secreto (1986) - «De mí enamórate» (interpretada por Daniela Romo)
- Volver a empezar  (1994) - «Querida» (interpreta {{Chayanne]])